# Rosyjski cmentarz wojskowy w Mourmelon-le-Grand
Rosyjski cmentarz wojskowy w Mourmelon-le-Grand (fr. Cimetière militaire russe de Saint-Hilaire-le-Grand) – cmentarz 915 oficerów i żołnierzy Rosyjskiego Korpusu Ekspedycyjnego we Francji poległych i zmarłych z ran w latach 1916–1918. Na jego terenie znajduje się cerkiew Zmartwychwstania Pańskiego oraz skit Wszystkich Świętych Ziemi Ruskiej, podlegający Zachodnioeuropejskiemu Egzarchatowi Parafii Rosyjskich.

## Cmentarz
Na cmentarzu pochowanych zostało 915 żołnierzy i oficerów Rosyjskiego Korpusu Ekspedycyjnego we Francji walczących w I wojnie światowej w Szampanii.
W latach 1936–1937 ze środków zebranych przez emigrantów rosyjskich we Francji, z inicjatywy związku oficerów korpusu, wzniesiona została cerkiew-pomnik. Jej projekt, nawiązujący do architektury prawosławnych świątyń Pskowa i Nowogrodu, opracował Aleksiej Benois. Sumą 12 tys. franków budowę obiektu wsparł kompozytor Siergiej Rachmaninow. Gotową świątynię poświęcił 13 maja 1937 metropolita zachodnioeuropejski Eulogiusz.
Aleksiej Benois jest również autorem fresków na ścianach cerkwi, stylistycznie nawiązujących do rosyjskiej XV-wiecznej sztuki sakralnej, a jego żona Margarita pracowała przy wyszywaniu chorągwi procesyjnych dla świątyni. Ikony dla ikonostasu napisali P. Fiodorow i J. Lwowa.

## Skit
Życie monastyczne w sąsiedztwie cmentarza w Mourmelon-le-Grand zainicjował mnich Aleksy (Kiriejewski) z Athosu w 1932. Zakupił on w sąsiedztwie nekropolii dwuhektarową działkę, na której wzniósł dwa baraki. W jednym urządzona została cerkiew, w drugim mieli zatrzymywać się pielgrzymi. W zamyśle twórcy skitu miał on stanowić miejsce modlitwy za dusze poległych żołnierzy, jak również za wszystkich zmarłych na emigracji. W 1986 cerkiew-barak zastąpiono drewnianą świątynią.